# Сан Вито (Латина)
Сан Вито је насеље у Италији у округу Латина, региону Лацио.
Према процени из 2011. у насељу је живело 187 становника. Насеље се налази на надморској висини од 26 м.